# The Fureys
The Fureys (también acreditado como The Fureys & Davey Arthur) son un grupo musical folk irlandés formado en 1974 en Dublín, Condado de Dublín. En sus inicios, la banda estuvo integrada por cuatro hermanos originarios de Ballyfermot: Eddie, Finbar, Paul y George Furey; todos ellos de etnia traveller.

## Historia

### Trasfondo
Anterior a la formación del grupo, dos de los hermanos: Eddie y Finbar Furey, realizaron giras nacionales como dúo. Durante 1969 y 1970 ambos actuaron junto con The Clancy Brothers y colaboraron en dos álbumes de estos con dos singles compuestos en el último álbum.
Al mismo tiempo, Paul junto con Davey Arthur y Brendan Leeson formaron "The Buskers". Estos, finalmente coincidieron en 1974 en un festival de música folk irlandesa en Alemania. A partir del año siguiente, George Furey pasaría a formar parte de The Buskers y posteriormente como parte de The Furey Family tras el ingreso de su padre: Ted, quien fuera un violinista de renombre.

### Formación y trayectoria
En 1976; Finbar, Eddie y Paul Furey junto con Davey Arthur, formaron Tam Linn. Posteriormente se uniría George, y con él, el grupo pasaría a llamarse The Furey Brothers and Davey Arthur. Al cabo de un tiempo, el nombre de la banda se simplificó por el de The Fureys and Davey Arthur (o simplemente The Fureys cuando Arthur no actuaba con ellos).
En 1981 publicaron el sencillo: When You Were Sweet Sixteen. Dicho tema fue un éxito a nivel mundial y ocupó el puesto 14 en la lista de chart británica, número 1 en Irlanda y 9 en Australia. Otro single con gran acogida nacional e internacional fue: The Green Fields of France. En cuanto a los álbumes, cabe destacar Golden Days y At the End of the Day. Otros temas destacados son: Gallipoli, The Red Rose Cafe y Steal Away.
A partir de 1996, Finbar abandona el grupo para seguir con su carrera en solitario y junio de 2002 quedó marcado por el fallecimiento de Paul Furey.

## Discografía

### Ted Furey and Brendan Byrne
- Toss The Feathers, Outlet, 1967

### Eddie and Finbar Furey
- Finbar and Eddie Furey, Transatlantic, 1968
- The Lonesome Boatman, Transatlantic, 1969
- The Dawning of the Day, Dawn, 1972
- Four Green Fields, Pläne, 1972
- A Dream in My Hand, Intercord, 1974
- I Live Not Where I Love, Intercord, 1975
- The Farewell Album, Intercord, 1976
- I Know Where I'm Going, 1976, (with Paddie Bell)
- The Town Is Not Their Own, HPE, 1981
- Finbar and Eddie Furey, Harp, 1982

### The Clancy Brothers (with Finbar and Eddie Furey)
- Christmas, Columbia, 1969
- Flowers in the Valley, Columbia, 1970

### Finbar Furey
- Traditional Irish Pipe Music, Transatlantic, 1969
- The Irish Pipes of Finbar Furey, Nonesuch, 1972
- Peace & Enjoyment, Love & Pleasure (with Brian McNeill)
- Prince of Pipers, Intercord, 1974
- Sweetest Summer Rain
- The Finbar Furey Songbook
- Love Letters, BMG, 1990
- The Wind and the Rain, Nora, 1997
- Chasing Moonlight, Hybrid, 2003
- New York Girls, Rough Diamond, 2003, (EP)

### Ted Furey
- Irish Folk Music, Arfolk, 1972

### The Buskers
- Life of a Man, Rubber Records, 1973
- The Buskers, Hawk, 1974

### The Fureys and Bob Stewart
- Tomorrow We Part, Crescent, 1976
- Aran: Celtic Gypsy Music, 1999

### The Furey Family
- The Furey Family, Intercord, 1977

### The Fureys and Davey Arthur
- Emigrant, Polydor, 1977
- Morning on a Distant Shore, Polydor, 1977
- Banshee, Dolby, 1978
- The Green Fields of France, Banshee, 1979
- The Sound of the Fureys and Davey Arthur, Polydor, 1980
- When You Were Sweet Sixteen, Banshee, 1982
- Steal Away, Banshee, 1983
- In Concert, RTÉ, 1983
- Golden Days, K-Tel, 1984
- At The End of the Day, K-Tel, 1985
- The First Leaves of Autumn, 1986
- Red Rose Café/Irish Eyes/Sitting Alone, 1987,(EP)
- Dublin Songs, 1988
- Poor Man's Dream, 1988
- The Scattering, 1988
- Alcoholidays
- The Best of the Fureys and Davey Arthur, 1993

### The Fureys
- Wind of Change, Shanachie, 1992
- Claddagh Road, 1994
- May We All Someday Meet Again, 1996
- Twenty One Years On, 1999
- The Essential Fureys, 2001
- The Fureys Sing Chaplin, 2001
- My Father's House, 2003
- I Will Love You, 2003
- 25th Anniversary Collection, 2003
- My Father's House, 2005
- The Times They Are a Changing 2014